# Pyronia pasiphae
Pyronia pasiphae är en fjärilsart som beskrevs av Eugen Johann Christoph Esper 1781. Pyronia pasiphae ingår i släktet Pyronia och familjen praktfjärilar. Inga underarter finns listade.